# John Candy
John Franklin Candy (Newmarket, Ontario, 31 de octubre de 1950-Victoria de Durango, Durango, 4 de marzo de 1994) fue un actor cómico canadiense, que realizó la mayor parte de su carrera en los Estados Unidos.
Comenzó en la televisión haciendo anuncios publicitarios. Pero, con el tiempo, se especializó en comedias, convirtiéndose en uno de los cómicos más populares de la pequeña pantalla. Participó a fines de los años setenta del famoso programa de televisión Saturday Night Live. También trabajó como escritor y guionista, oficio que le granjearía un premio Actra y dos Emmy en 1982 y 1985. Protagonizó la exitosa película Mejor solo que mal acompañado junto con Steve Martin, entre otros papeles. Estuvo casado con Rosemary Margaret Hobo desde 1979 a 1994.
John Candy falleció mientras dormía el 4 de marzo de 1994 en Durango, México, durante el rodaje de la película Wagons East!. Según la autopsia, sufrió una embolia coronaria, lo que llevó a un infarto agudo de miocardio y a una arritmia cardíaca fatal.

## Primeros años
Candy nació el 31 de octubre de 1950 en Newmarket, Ontario. Hijo de Sidney James Candy y Evangeline Aker, John fue educado en el seno de una familia católica. Su padre tenía ascendencia escocesa y su madre ascendencia polaca y ucraniana. Candy ingresó a la secundaria Neil McNeil y más tarde estudió periodismo en el Centennial Community College.

## Carrera

### Inicios
Candy empezó a interesarse en la actuación a temprana edad. Hizo parte del programa de televisión infantil Cucumber y acto seguido realizó una pequeña aparición en la película Class of '44 (1973). Un año después participó en la serie de antología The ABC Afternoon Playbreak y tuvo un papel regular en la serie Dr. Zonk and the Zunkins (1974–75).
En 1975 interpretó el papel de Richie, un asesino acusado, en el episodio "Web of Guilt" de la serie de televisión canadiense Dr. Simon Locke. Integró el elenco de la comedia It Seemed Like a Good Idea at the Time (1975), filmada en Canadá, y en la serie de televisión infantil Coming Up Rosie (1975–78) compartiendo el protagonismo con Dan Aykroyd.
En 1976 realizó un pequeño papel en la película cómica Tunnel Vision (1976) y apareció junto con Rick Moranis en el programa de televisión de variedades 90 Minutes Live.

### SCTV
Como miembro del grupo de cómicos The Second City, la popularidad de Candy empezó a crecer en Norteamérica, llevándolo a integrar el elenco de la exitosa serie de comedia Second City Television (SCTV). En SCTV interpretó a varios personajes con distintas personalidades. Además realizó exitosas imitaciones de estrellas como Jerry Mathers, Divine, Orson Welles, Julia Child, Richard Burton, Silvio Gigante, Luciano Pavarotti, Jimmy the Greek, Andrew Sarris, Tip O'Neill, Don Rickles, Curly Howard, Merlin Olsen, Jackie Gleason, Tom Selleck, Gordon Pinsent, Darryl Sittler, Ed Asner, Gertrude Stein, Morgy Kneele, Doug McGrath y Hervé Villechaize.
Durante su estancia en la serie apareció en las películas The Clown Murders y Find the Lady, ambas en 1976. Otras de sus apariciones en esa época incluyen los programas de televisión The David Steinberg Show y King of Kensington y en el largometraje The Silent Partner (1978).

### Primeros papeles en Hollywood
En 1979 se tomó un pequeño descanso de su participación en SCTV y se dedicó más activamente al cine, realizando un pequeño papel en Lost and Found (1979) e interpretando a un soldado estadounidense en la película cómica de Steven Spielberg 1941. Regresó a Canadá para participar en The Courage of Kavik, the Wolf Dog (1980) y en la cinta de suspenso Deadly Companion (1980). Interpretó al oficial de policía Burton Mercer en la película The Blues Brothers (1980), protagonizada por Dan Aykroyd, y apareció en un episodio de Tales of the Klondike (1981) para la televisión canadiense.

### Reconocimiento
Candy interpretó al recluta Dewey Oxberger en El pelotón chiflado (1981) dirigida por el canadiense Ivan Reitman, una de las películas más exitosas del año. También en 1981 el actor aportó su voz para varios personajes en la película animada Heavy Metal. Entre 1981 y 1983 apareció en la cadena SCTV. Realizó una aparición como cameo en la película de Harold Ramis National Lampoon's Vacation (1983), su primera colaboración con John Hughes, quien se encargó de escribir el guion.
Apareció en Saturday Night Live dos veces (oficiando como presentador en 1983) mientras continuaba su colaboración en SCTV. Protagonizó el filme canadiense Going Berserk también en 1983. Fue invitado para interpretar el papel de Louis Tully en la película Ghostbusters (estrenada en 1984), protagonizada por Aykroyd y dirigida por Reitman, pero finalmente no se concretó su participación. Su antiguo colega de SCTV, Rick Moranis, se encargó de encarnar al personaje en la película. Candy fue una de las muchas celebridades que aparecieron cantando en el sencillo de Ray Parker Jr. "Ghostbusters" para la película.

### Estrellato
Candy interpretó al mujeriego hermano de Tom Hanks en la comedia romántica Splash, en una interpretación que es considerada como el papel que lo catapultó a la fama. En 1985 retornó a Canadá para protagonizar The Last Polka. Interpretó al mejor amigo de Richard Pryor en Brewster's Millions (1985) y realizó un cameo en la película de Sesame Street, Follow That Bird (1985).
Su primer papel protagónico en una película de Hollywood se dio en Summer Rental (1985), cinta dirigida por Carl Reiner. Se reunió nuevamente con Hanks en Volunteers (1985), película que no pudo emular el éxito de Splash. Acto seguido realizó un cameo en The Canadian Conspiracy (1985) y apareció junto a Martin Short en Dave Thomas: The Incredible Time Travels of Henry Osgood (1985) en Canadá. Armed and Dangerous de 1986 fue su siguiente papel protagónico en Hollywood. Más adelante apareció en Little Shop of Horrors (1986) y en Really Weird Tales (1987). Ese mismo año apareció en la cinta de Mel Brooks Spaceballs.

### John Hughes
Candy compartió el papel protagónico con Steve Martin en la película de 1987 Planes, Trains & Automobiles, escrita y dirigida por John Hughes. En ella interpretó el papel de Del Griffith, un vendedor de anillas de cortinas de baño que hace la vida imposible al ejecutivo Neal Page, interpretado por Martin. La cinta fue un rotundo éxito de taquilla y se convirtió en blanco de elogios. Un año después, Candy apareció en otra producción de Hughes, She's Having a Baby y protagonizó The Great Outdoors con Dan Aykroyd.
Aportó su voz en la comedia Hot to Trot (1988) y protagonizó Who's Harry Crumb? (1989), la cual también produjo. Integró el reparto de Speed Zone (1989) y tuvo otro éxito con Hughes en Uncle Buck (1989).
Candy produjo y protagonizó la serie animada Camp Candy en 1989. El show fue ambientado en un campamento de verano ficticio dirigido por Candy, presentó a sus dos hijos en papeles secundarios y dio lugar a una breve serie de cómics publicados por Marvel. Candy hizo The Rocket Boy (1989) en Canadá y apareció en dos películas escritas por Hughes, los éxitos Home Alone (1990) y Career Opportunities (1991). En 1991 interpretó el papel del abogado Dean Andrews Jr. en la cinta de Oliver Stone JFK.
Ese mismo año, Bruce McNall, Wayne Gretzky y Candy se convirtieron en los propietarios del equipo de la liga canadiense de fútbol Argonautas de Toronto. Este grupo de famosos propietarios atrajo la atención en Canadá y el equipo gastó una cantidad significativa de dinero, incluso fichando a algunos de los más aclamados jugadores de la liga, como el receptor de banda Raghib Ismail. Los argonautas se llevaron a casa la Grey Cup en 1991, venciendo a Calgary por 36-21 en la final.

### Últimas apariciones en cine
Chris Columbus escribió y dirigió la película Only the Lonely con Candy y Maureen O'Hara como protagonistas en 1991. Acto seguido apareció en los filmes Nothing but Trouble (1991), Delirious (1991), Once Upon a Crime (1992), Boris and Natasha (1992) y Rookie of the Year (1993). En 1993 protagonizó la exitosa comedia Cool Runnings, en la que interpretó el papel del entrenador del equipo de bobsleigh de Jamaica.
En 1994 hizo su debut como director en la comedia Hostage for a Day, en la que también apareció a modo de cameo. Sus últimas apariciones en el cine se registraron en Canadian Bacon (1995) y Wagons East.

### Fallecimiento

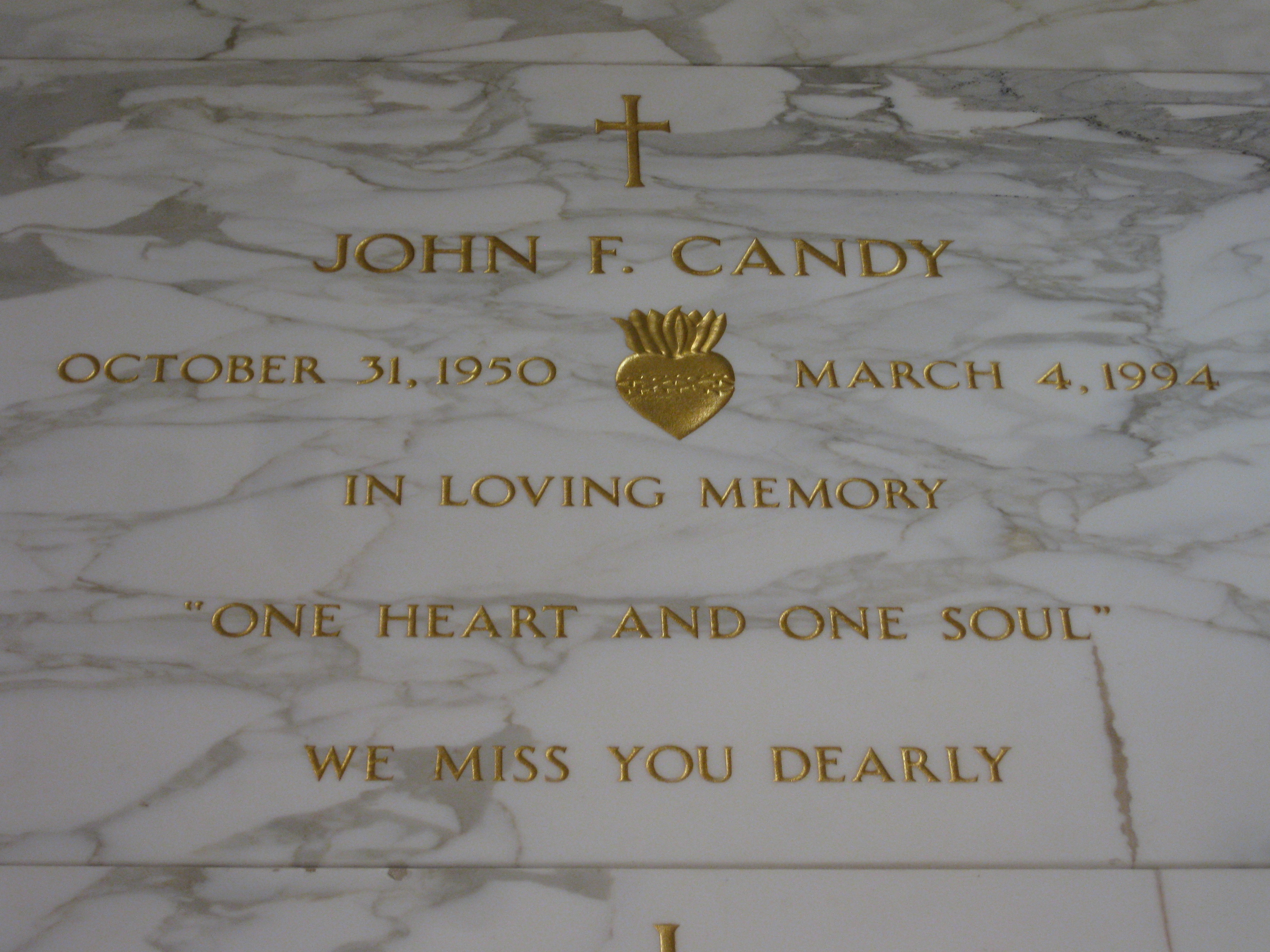
Tumba de Candy en el cementerio de Culver City, California.

En 1994, mientras se tomaba un descanso durante la filmación de la película Wagons East en Durango, México, Candy anunció que pretendía vender la parte de sus derechos del equipo de los Argonautas. Más tarde se comunicó con su asistente, quien invitó al actor a jugar al golf cuando regresara a Toronto. Después de cenar con sus asistentes, Candy se fue a dormir a su hotel. Después de la medianoche, el 4 de marzo de 1994, el actor fue encontrado muerto, víctima de un infarto. Al momento de su muerte tenía 43 años. Candy había luchado durante muchos años con problemas de salud relacionados con su excesivo peso. También solía beber alcohol y fumar, y había consumido cocaína en el pasado. Además en su familia existían antecedentes de problemas cardíacos, y el actor en esos momentos se encontraba expuesto a altos niveles de estrés durante el rodaje de la cinta Wagons East.
Candy y su esposa, Rosemary Hobor, tuvieron dos hijos, Christopher Michael y Jennifer Anne. Esta última se dedicó a la actuación igual que su padre, apareciendo especialmente en producciones de televisión desde la década de 1990.

## Legado

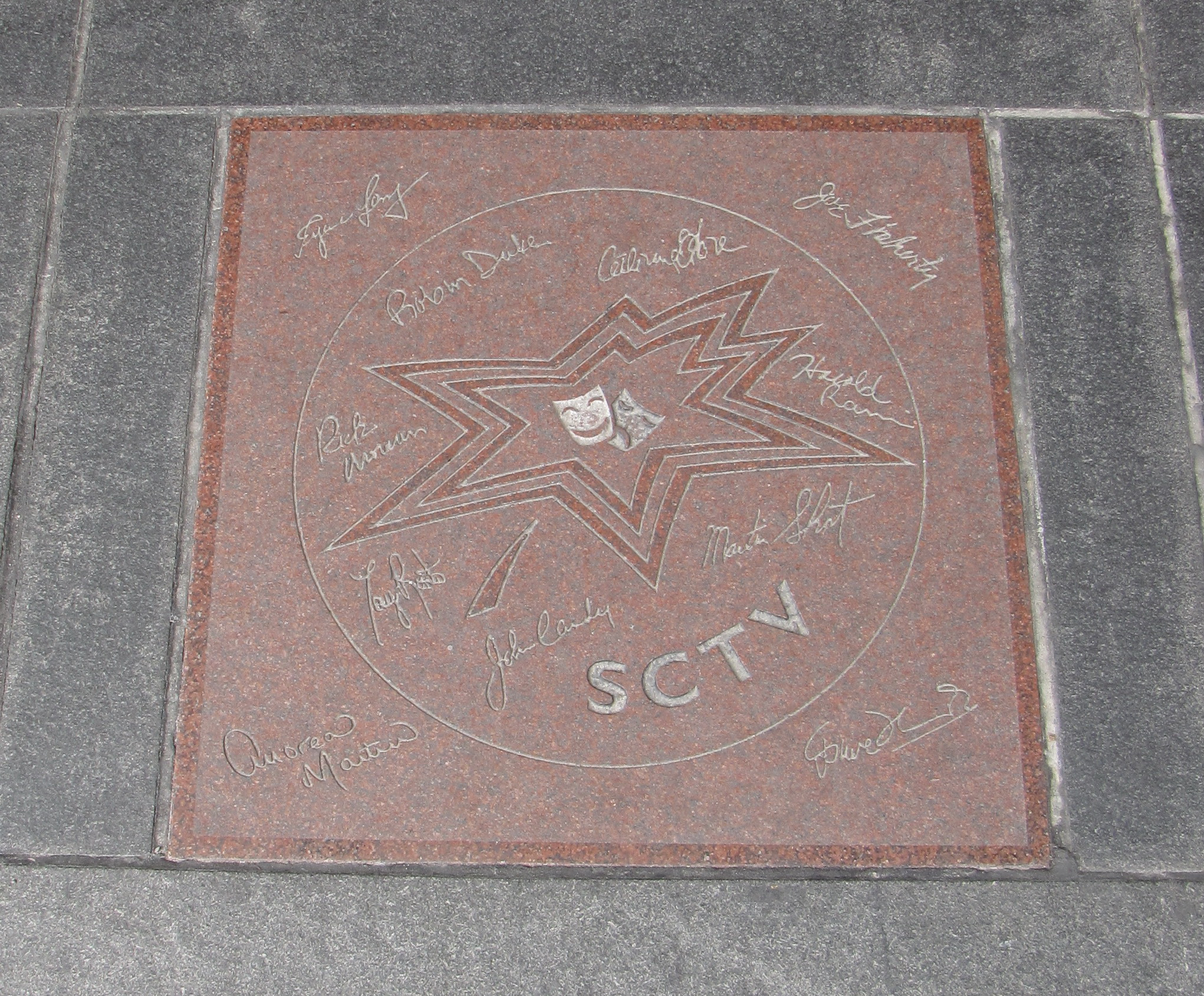
Estrella de SCTV del paseo de la fama de Canadá.

El funeral del actor fue llevado a cabo en la iglesia St. Martin of Tours en Los Ángeles. Su tumba está próxima a la del también actor Fred MacMurray. El 18 de marzo de 1994 fue celebrado un memorial realizado por sus compañeros en The Second City y presentado en la televisión canadiense.
Wagons East fue completada usando efectos especiales y estrenada cinco meses después de la muerte de John. Su última película fue Canadian Bacon, una comedia dirigida por Michael Moore y estrenada un año después del deceso de Candy. El actor fue incluido en el Paseo de la fama de Canadá. Un tributo dedicado a Candy fue oficiado por el actor Dan Aykroyd en el marco de las festividades de la Grey Cup en noviembre de 2007.
El álbum Chocolate and Cheese del grupo estadounidense Ween en 1994 fue dedicado a la memoria de John Candy. El propio Gene Ween afirmó al respecto, "todo el mundo menciona la muerte de Kurt Cobain y nadie ha mencionado el fallecimiento de John Candy. Tengo un lugar muy especial en mi corazón para él". En los Premios Canadian Screen se entregan dos galardones llamados "The Candys", en reconocimiento al actor.

## Filmografía

### Cine
| Año  | Película                                | Papel                               | Notas                               |
| ---- | --------------------------------------- | ----------------------------------- | ----------------------------------- |
| 1973 | Class of '44                            | Paule                               | Sin acreditar                       |
| 1975 | It Seemed Like a Good Idea at the Time  | Kopek                               |                                     |
| 1976 | Tunnel Vision                           | Cooper                              |                                     |
| 1976 | The Clown Murders                       | Ollie                               |                                     |
| 1976 | Find the Lady                           | Kopek                               |                                     |
| 1978 | The Silent Partner                      | Simonsen                            |                                     |
| 1979 | Lost and Found                          | Carpentier                          |                                     |
| 1979 | 1941                                    | Pvt. Foley                          |                                     |
| 1980 | Deadly Companion                        | John                                | Título alternativo: Double Negative |
| 1980 | The Blues Brothers                      | Burton Mercer                       |                                     |
| 1981 | El pelotón chiflado                     | Dewey "Ox" Oxberger                 |                                     |
| 1981 | Heavy Metal                             | Sargento Desk, Dan/Den, Robot       | Narrador                            |
| 1982 | It Came from Hollywood                  | Él mismo                            |                                     |
| 1983 | National Lampoon's Vacation             | Lasky (Guardia de 'Walleyworld')    |                                     |
| 1983 | Going Berserk                           | John Bourgignon                     |                                     |
| 1984 | Splash                                  | Freddie Bauer                       |                                     |
| 1985 | Brewster's Millions                     | Spike Nolan                         |                                     |
| 1985 | Sesame Street Presents Follow That Bird | Policeman                           |                                     |
| 1985 | Summer Rental                           | Jack Chester                        |                                     |
| 1985 | Volunteers                              | Tom Tuttle                          |                                     |
| 1986 | Armed and Dangerous                     | Frank Dooley                        |                                     |
| 1986 | Little Shop of Horrors                  | Wink Wilkinson                      |                                     |
| 1987 | Spaceballs                              | Barf                                |                                     |
| 1987 | Planes, Trains and Automobiles          | Del Griffith                        |                                     |
| 1988 | The Great Outdoors                      | Chet Ripley                         |                                     |
| 1988 | She's Having a Baby                     | Chet Ripley de 'The Great Outdoors' | Sin acreditar                       |
| 1988 | Hot to Trot                             | Don                                 | Voz                                 |
| 1989 | Who's Harry Crumb?                      | Harry Crumb                         | También productor ejecutivo         |
| 1989 | Speed Zone                              | Charlie Cronan                      |                                     |
| 1989 | Uncle Buck                              | Buck Russell                        |                                     |
| 1990 | Masters of Menace                       | Conductor ebrio                     |                                     |
| 1990 | Home Alone                              | Gus Polinski                        |                                     |
| 1990 | The Rescuers Down Under                 | Wilbur                              | Voz                                 |
| 1991 | Nothing but Trouble                     | Dennis / Eldona                     |                                     |
| 1991 | Career Opportunities                    | C.D. Marsh                          | Sin acreditar                       |
| 1991 | Only the Lonely                         | Danny Muldoon                       |                                     |
| 1991 | Delirious                               | Jack Gable                          |                                     |
| 1991 | JFK                                     | Dean Andrews Jr.                    |                                     |
| 1992 | Once Upon a Crime                       | Augie Morosco                       |                                     |
| 1992 | Boris and Natasha: The Movie            | Kalishak                            |                                     |
| 1993 | Rookie of the Year                      | Cliff Murdoch                       | Sin acreditar                       |
| 1993 | Cool Runnings                           | Irving 'Irv' Blitzer                |                                     |
| 1994 | Wagons East!                            | James Harlow                        |                                     |
| 1995 | Canadian Bacon                          | Sheriff Bud Boomer                  | Filme póstumo                       |

### Televisión
| Año       | Título                                       | Papel              | Notas                                  |
| --------- | -------------------------------------------- | ------------------ | -------------------------------------- |
| 1972      | Cucumber                                     | Hombre del clima   |                                        |
| 1972      | Dr. Simon Locke                              | Richie             | Episodio: "Death Holds the Scale"      |
| 1974      | The ABC Afternoon Playbreak                  |                    | Episodio: "Last Bride of Salem"        |
| 1974      | Dr. Zonk and the Zunkins                     |                    |                                        |
| 1976      | The David Steinberg Show                     | Spider Reichman    | 2 episodios                            |
| 1976      | 90 Minutes Live                              | Varios             |                                        |
| 1976–1977 | Coming Up Rosie                              | Wally Wypyzypychwk |                                        |
| 1976–1979 | Second City TV                               | Varios             | 50 episodios                           |
| 1977      | King of Kensington                           | Bandit             | Episodio: "The Hero"                   |
| 1980      | The Courage of Kavik, the Wolf Dog           | Pinky              | Telefilme                              |
| 1980      | Big City Comedy                              | Él mismo           |                                        |
| 1981      | Tales of the Klondike                        |                    |                                        |
| 1981      | Saturday Night Live                          | Juan Gavino        | Episodio: "George Kennedy/Miles Davis" |
| 1981–1983 | SCTV Network 90                              | Varios             | 38 episodios                           |
| 1983      | SCTV Channel                                 | Varios             | Episodio: "Maudlin O' the Night"       |
| 1984      | The New Show                                 | Varios             | 5 episodios                            |
| 1985      | Martin Short: Concert for the North Americas | Marcel             | Telefilme                              |
| 1985      | The Canadian Conspiracy                      | Varios             | Telefilme                              |
| 1985      | The Last Polka                               | Yosh Shmenge       | Telefilme                              |
| 1987      | Really Weird Tales                           | Howard Jensen      | Telefilme                              |
| 1989      | The Rocket Boy                               | The Hawk           | Telefilme                              |
| 1989      | Camp Candy                                   | Él mismo           | 40 episodios                           |
| 1990      | The Dave Thomas Comedy Show                  |                    | 1 episodio                             |
| 1992      | Shelley Duvall's Bedtime Stories             | Narrador           | 1 episodio                             |
| 1994      | Hostage for a Day                            | Yuri Petrovich     | Telefilme                              |
| —         | The Magic 7                                  | Smokestack Sam     | Telefilme, producido entre 1990-1993   |